# Prestonia plumeriifolia
Prestonia plumeriifolia är en oleanderväxtart som beskrevs av Markgraf. Prestonia plumeriifolia ingår i släktet Prestonia och familjen oleanderväxter. Inga underarter finns listade i Catalogue of Life.